# Bill and Ted's Excellent Adventure (jeu vidéo)
Bill and Ted's Excellent Adventure est le nom de plusieurs jeux vidéo sortis à partir de 1989 et adaptés du film L'Excellente Aventure de Bill et Ted.
La version pour ordinateur est un jeu d'aventure développé par Off The Wall Productions et édité par Capstone Software, sorti sur DOS, Amiga, Commodore 64. La version Atari Lynx est un jeu d'action en vue dessus. Elle a été développée par Al Baker & Associates et éditée par Atari Corporation. Les versions NES et Game Boy sont des jeux de plates-formes édité par LJN. Elles s'appellent respectivement Bill and Ted's Excellent Video Game Adventure et Bill and Ted's Excellent Game Boy Adventure.

## Accueil
- Aktueller Software Markt : 0,6/12 (DOS)[1] - 3/12 (Lynx)[2] - 6/12 (GB)[3]
- Amiga Power : 58 % (Amiga)[4]
- Electronic Gaming Monthly : 15/40 (NES)[5]
- IGN : 8/10 (Lynx)[6]
- Nintendo Life : 7/10 (GB)[7]